# Pionandra fraxinella
Pionandra fraxinella là loài thực vật có hoa trong họ Cà. Loài này được (Sendtn.) Miers miêu tả khoa học đầu tiên năm 1855.